# Sebastian Anneser
Sebastian Anneser (* 24. Februar 1939 in Unterwangenbach, Landkreis Kelheim, Niederbayern; † 3. Januar 2018 in München) war ein deutscher römisch-katholischer Geistlicher, Domkapitular und Apostolischer Protonotar im Erzbistum München und Freising.

## Leben
Sebastian Anneser, jüngstes von sechs Kindern einer Bauernfamilie in der Holledau, trat ins Freisinger Knabenseminar ein, absolvierte sein Abitur am Domgymnasium in Freising und trat als Alumne in das deutschsprachige Priesterseminar Pontificium Collegium Germanicum et Hungaricum de Urbe in Rom ein. Von 1959 bis 1969 studierte er Philosophie und Theologie an der Päpstlichen Universität Gregoriana. Während des Zweiten Vatikanischen Konzils empfing er am 10. Oktober 1965 durch Julius Kardinal Döpfner in Sant’Ignazio di Loyola in Campo Marzio in Rom die Priesterweihe. Seine Primiz feierte er am folgenden Tag in San Sebastiano al Palatino auf dem römischen Palatin. 1969 promovierte er mit der moraltheologischen Dissertation über den Glaubensbegriff der Gegenwart („Glaube im Ungläubigen – Unglaube im Gläubigen“) bei dem Jesuiten Josef Fuchs zum Dr. theol. Als Kaplan war er zunächst drei Jahre lang in der Pfarrei St. Nikolaus im Münchner Stadtteil Hasenbergl tätig, dann in der Ausbildung von Laientheologen im Bildungszentrum Kardinal-Döpfner-Haus in Freising, dessen Direktor er von 1975 bis 1987 war. 1980 und 1987 organisierte er die beiden Papstbesuche von Johannes Paul II. in München. Er war Bischöflicher Beauftragter für die Katholische Erwachsenenbildung sowie Leiter der Abteilung Bildung und Beratung im Seelsorgereferat im Ordinariat des Erzbistum München und Freising.
Sebastian Anneser wurde 1990 in das Münchner Metropolitankapitel aufgenommen, zum Domkapitular gewählt und zum Leiter der Presse- und Öffentlichkeitsarbeit des Erzbistums München und Freising ernannt. Von 1990 bis 1999 war er Vorsitzender des Sankt Michaelsbundes und damit auch Herausgeber der Münchner Kirchenzeitung.
Von 1997 bis 2009 war er als Finanzdirektor mit der Leitung der Erzbischöflichen Finanzkammer betraut, wo er für die Abteilungen Diözesanhaushalt, Kirchenstiftungshaushalte, Personalabrechnung für 16.000 Mitarbeiter und Liegenschaften sowie die Fachbereiche Forst- und Vermögensverwaltung verantwortlich war. Zudem war Anneser Vorsitzender der Konferenz der Finanzdirektoren aller bayerischen Bistümer und verwaltete den überdiözesanen Fonds der Freisinger Bischofskonferenz. Er gehörte dem Kuratorium der Stiftung Geburtshaus Papst Benedikt XVI. an sowie den Aufsichtsräten von Weltbild und der Katholischen Nachrichten-Agentur an. Er war Beiratsmitglied der Freunde von Santo Stefano Rotondo.
Sebastian Anneser lebte seit 1987 in Kirchseeon, wo er nebenamtlich in der Seelsorge der Pfarrei St. Joseph wirkte. 2009 ging er in den Ruhestand. Das Requiem mit Predigt im Freisinger Dom hielt am 13. Januar 2018 Kardinal Reinhard Marx. Anschließend fand die Beisetzung im Kreuzgang des Doms statt.

## Ehrungen und Auszeichnungen
- Ernennung zum Apostolischen Protonotar durch Papst Benedikt XVI. (2009)

## Schriften (in Auswahl)
- Glaube im Ungläubigen – Unglaube im Gläubigen: Untersuchung einer Tendenz im Glaubensverständnis der letzten zwei Jahrzehnte, Butzon & Bercker 1972 (Dissertation)

### Als Herausgeber
- Chancen der Lebensmitte. Krisenjahre, Schöpferische Wende, Rex-Verlag Luzern 1992, ISBN 3792600870 zusammen mit Karl Stelzer, Anton Dosenberger
- … was Menschen suchen: Streiflichter aus dem kirchlichen Leben im Erzbistum München und Freising, St. Michaelsbund 1993 (2. Auflage)
- Münchner Gotik im Freisinger Diözesanmuseum: Diözesanmuseum für christliche Kunst des Erzbistums München und Freising, Schnell & Steine 1999, ISBN 3795412323, zusammen mit Hans Ramisch (Herausgeber, Autor), Peter B. Steiner (Herausgeber, Autor), und anderen
- Mark Harrington. Malerei., Schnell & Steiner 2003, ISBN 3795415179, zusammen mit Friedrich Fahr, Norbert Jocher, Norbert Knopp, Peter B. Steiner
- Marco Neri. Malerei., Schnell & Steiner 2003, ISBN 3795415187, zusammen mit Friedrich Fahr, Norbert Jocher, Norbert Knopp, Peter B. Steiner
- MADONNA-Das Bild der Muttergottes im Diözesanmuseum Freising. Kunstverlag Josef Fink, Lindenberg i. Allgäu 2003, ISBN 3-89870-119-0, zusammen mit Friedrich Fahr, Norbert Jocht, Norbert Knopp und Peter B. Steiner
- Gloria Friedmann, WELT3, Schnell & Steiner 2003, ISBN 3795415349, zusammen mit Friedrich Fahr, Norbert Jocher, Norbert Knopp, Peter B. Steiner
- Kreuz und Kruzifix, 2005, zusammen mit Friedrich Fahr, Norbert Jocher, Norbert Knopp, Peter B. Steiner
- Schule der Malerei, Schnell & Steiner 2003, ISBN 3795416930
- Raum Der Stille. Lawrence Carroll: Karmelitenkirche.  Promenadeplatz.  München., 2005
- Ordnung für kirchliche Stiftungen: Satzungen und Wahlordnungen für die gemeindlichen und gemeinschaftlichen kirchlichen Steuerverbände in den bayerischen (Erz-)Diözesen, Maiss 2006 (16. Auflage), ISBN 3938138297, zusammen mit Josef Binder (Herausgeber), Klaus Donaubauer (Herausgeber)
- Asam in Freising, Regensburg 2007, zusammen mit Friedrich Fahr, Sylvia Hahn u. a.[7]

### Beiträge in Sammelwerken
- Pastoralassistent – ein neuer pastoraler Beruf für sogenannte Laientheologen wird aus der Taufe gehoben, in: Klemens Hellinger (Hrsg.), Markus John (Hrsg.), Sprecherrat der Pastoralassistent(inn)en und Pastoralreferent(inn)en in der Erzdiözese München und Freising (Hrsg.), Vom Geist der Kirche hinzugefügt. 40 Jahre Pastoralassistent(inn)en und Pastoralreferent(inn)en in der Erzdiözese München und Freising, München 2011, S. 41–46.